# Cee-lo
Cee-lo, kurz auch C-Lo, See-Low oder Four-Five-Six bzw. 4-5-6 ist ein Würfelspiel mit drei sechsseitigen Würfeln.
Das Spiel wurde von chinesischen Einwanderern in die USA gebracht, so dass sich auch der Name aus dem Chinesischen ableitet: Sì-Wŭ-Liù (chinesisch 四五六 – „4-5-6“). In China heißt das Spiel Sānliù Bàozi (chinesisch 三六豹子 – „3-6-Würfel“). Das Spiel ist auch als Chinchirorin (jap. チンチロリン) bekannt, was jedoch im engeren Sinne die japanische Variante bezeichnet.
In den USA ist es ein beliebtes Spiel in den Ghettos, wobei beliebig viele Mitspieler mit Geld, Chips oder nur zum Spaß gegen einen einzelnen Mitspieler wetten und würfeln. Es wird auch illegal um Geld gespielt. Das Spiel findet oftmals an Straßenecken auf dem Boden oder auf einem Stück Karton statt. Man kennt diese Szenerie aus vielen Rapvideos, von Stars wie 2Pac, Biggie Smalls, Jay-Z, Nas, Cam’ron und aus diversen US-Ghettofilmen. Häufig wird auch Craps gespielt, was für Außenstehende von weitem leicht verwechselt werden kann. Es gibt ein auf Cee-lo basierendes, kommerzielles Brettspiel.

## Spielregeln
Gespielt wird mit drei handelsüblichen, sechsseitigen Würfeln. Das Ziel ist es, eine möglichst gute Kombination zu erwürfeln. Ein Spieler ernennt sich als erster als „Banker“ und gibt einen Betrag als „Bank“ vor. Dieses Gebot von z. B. 5 €, kann von den übrigen Mitspielern gedeckt werden. Bei z. B. 2 Mitspielern durch Gebote von 2 € und 3 €. Es muss jedoch nicht gedeckt werden. In diesem Fall nimmt der Banker die Differenz zum Ausgleich wieder heraus. Jetzt würfelt der Banker die 3 Würfel. Bei der Kombination 1-2-3, oder einem Pasch - 1, hat er verloren. Sein Geld geht an die Mitspieler. Der Gewinn für jeden Spieler beträgt so viel, wie auch von ihm eingesetzt wurde. Er kann nun noch mal die Bank spielen, oder das Recht an seinen linken Mitspieler weitergeben. Wirft er jedoch eine 4-5-6, einen Pasch - 6, oder sogar einen Drilling, gewinnt er die Wetten der anderen. Wirft er einen Pasch - 2, 3, 4, oder 5 so gilt diese Kombination als eine Punktzahl. Diese Punktzahl müssen seine Mitspieler nun schlagen. Angefangen beim Spieler links vom Banker. Alle anderen Würfe sind unbedeutend und man würfelt nochmal, bis eine der Kombinationen getroffen wird. Mit 1-2-3, oder einer Punktzahl unter der des „Bankers“, verliert man sein Wettgebot. Mit 4-5-6, einem Drilling, oder einer Punktzahl über der des Bankers, gewinnt man. Wenn die gleiche Punktzahl geworfen wird, passiert nichts und der Spieler nimmt sein Gebot wieder an sich. Der Banker gewinnt so viel, wie am Schluss in der Bank übrigbleibt. Können jedoch alle Spieler den Banker schlagen, ist der Spieler links vom Banker in der nächsten Runde der Banker. Wer aber mit einer 4-5-6 oder einem Drilling gewinnt, ist als Nächstes dran. Wenn keiner dieser Fälle eintritt, bleibt der Banker so lange Banker, wie er möchte.

## Würfelkombinationen
Gewinnerwürfe:
- Pasch - 6
- 4-5-6
- Drillinge

Verliererwürfe:
- Pasch - 1
- 1-2-3
- alle Würfe mit Wert unter dem des Bankers